# Canó antitancs

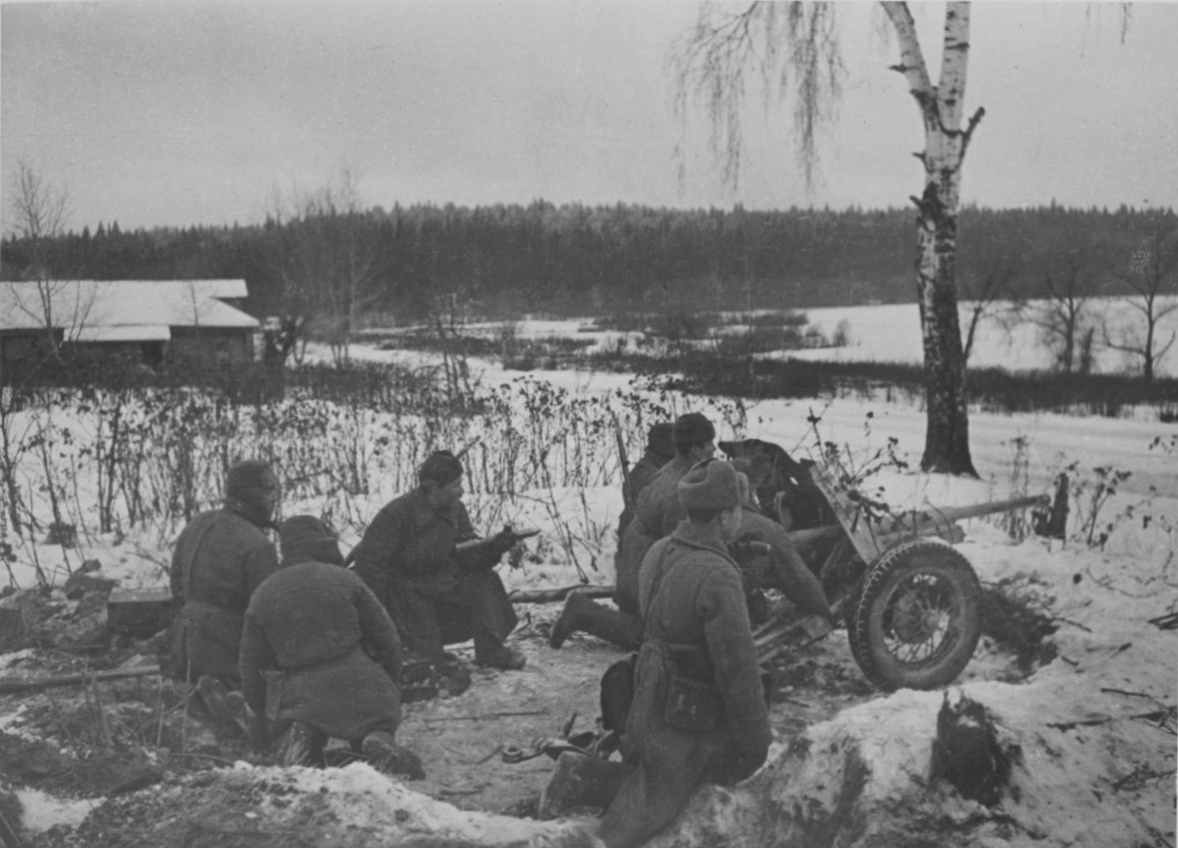
Canó antitancs soviètic M-37 de 45 mm durant la defensa de Moscou a la fi de 1941

Un canó antitancs és un tipus de peça d'artilleria desenvolupada per destruir tancs. Actualment obsoletes, aquestes armes van ser una de les principals defenses contra els blindats durant el període d'entreguerres i la Segona Guerra Mundial.
Va ser durant la Segona Guerra Mundial que els canons antitancs van evolucionar de manera més significativa. Amb una millora constant i ràpida dels blindatges, els canons antitancs es van haver d'adaptar augmentant el seu calibre i potència.
Amb un total de tres generacions de canons, sempre creixents, els models finals van esdevenir molt pesants. Al mateix temps, van aparèixer alternatives més lleugeres i efectives com el canó sense retrocés o el míssil antitancs, que acabarien substituint-los.

## Història

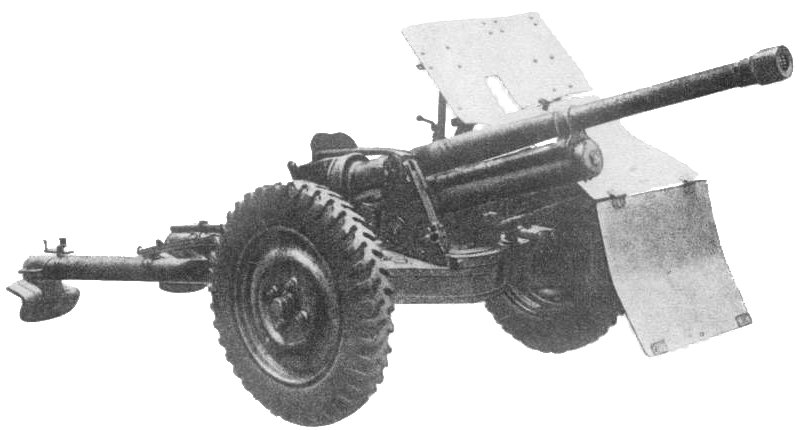
El canó suec Bofors 37 mm, dissenyat l'any 1934, va ser un dels canons antitancs de primera generació més usats arreu del món.

Quan els primers tancs van aparèixer als camps de batalla durant la Gran Guerra, per poder-los destruir només es disposava de l'artilleria i les bombes de mà. Davant d'un perill com aquest es van començar a desenvolupar armes que els poguessin destruir. Algunes, com els fusells antitancs, apareixerien a temps de participar en la guerra. El desenvolupament de canons especialitzats, però, va ser més lent i no van fabricar-se fins més tard.
Els canons es van dissenyar com un element per la infanteria, perquè es pogués defensar directament dels blindats. Tenien calibres petits, entre 20 i 47 mil·límetres, però un canó allargat per donar velocitats inicials elevades als projectils que haurien de perforar els blindatges dels tancs. A més a més, tenien una bona cadència de tir, eren fàcilment transportables per un grup de soldats gràcies a les seves rodes i tenien un perfil baix que els amagava dels enemics. Per altra banda, es van crear noves municions, massisses, que haurien de coexistir amb els projectils explosius convencionals.
Armes com el PaK 36 de 3,7 cm alemany, el Bofors de 37 mm suec, l'M3 37 mm gun... eren molt efectives contra els tancs de l'època, fins al punt que alguns tancs es van equipar amb adaptacions d'aquestes mateixes peces per quan lluitessin entre ells.

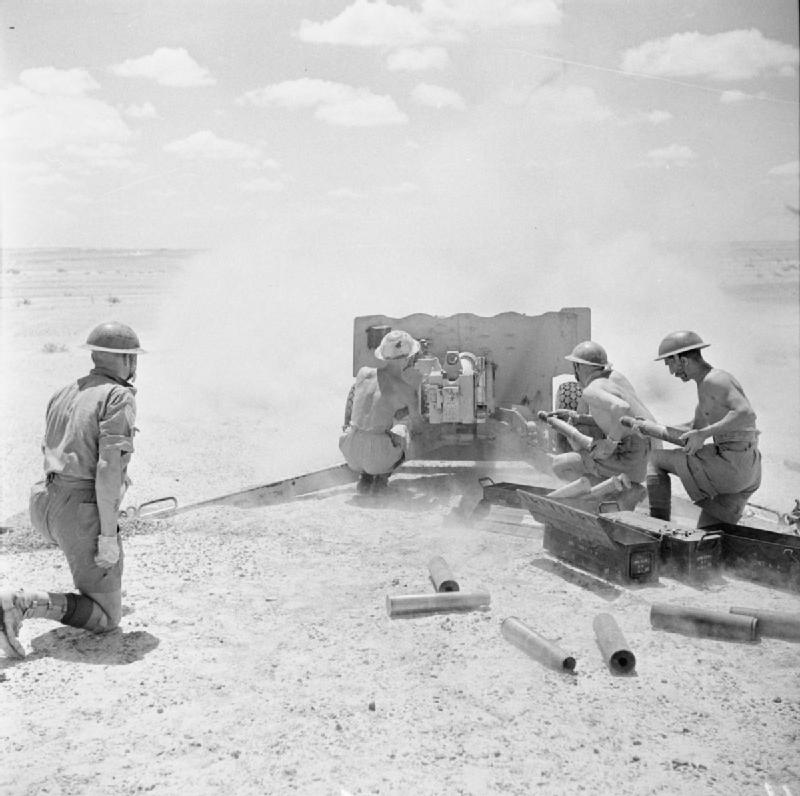
Un canó de segona generació QF 6-pounder disparant al Nord d'Àfrica l'any 1942.

Però generalment a la infanteria li costava avançar arrossegant artilleria, per això molts exèrcits van agrupar aquests canons a nivell de regiment o brigada fent bateries de diverses peces.
Amb l'esclat de la Segona Guerra Mundial i l'èxit de la guerra llampec a Europa, que usava intensivament els tancs, la infanteria mecanitzada i motoritzada, els canons capaços de destruir vehicles van esdevenir vitals. Els primers anys de la guerra, quan encara es feien servir majoritàriament tancs d'entreguerres, semblava que els canons desenvolupats durant els anys 30 eren efectius, però amb l'arribada dels nous tancs ja no hi van poder fer front. Els blindats Panzer IV, T-34 o M4 Sherman eren pràcticament invulnerables a aquests canons.
Per poder destruir aquests tancs occidentals, cap a l'any 1941-42, es van començar a introduir versions més potents, d'aproximadament 50 mm. Canons com el Pak 38 de 5 cm alemany o l'Ordnance QF 6-Pounder britànic de 57 mm són d'aquestes segons versions. Tot i que els costava perforar els blindatges dels tancs mitjans hi podien fer front a diferència dels primers models de canó antitancs. Per reciclar els canons més petits de la primera generació es van crear nous tipus de munició. Es van desenvolupar nous projectils massissos amb nucli de tungstè més densos, que millorava una mica la penetració. Hi va haver un gran pas endavant quan va aparèixer la granada de càrrega buida, com l'Stielgranate 41, que tenia un bossell, un cilindre metàl·lic, que s'introduïa dins el canó i que es disparava amb una càrrega de projecció. També es van muntar brocals als canons amb el propòsit de disparar aquestes granades. Tot i l'enorme capacitat de penetració, l'abast era molt reduït i els operadors del canó havien d'estar molt ben entrenats.
Aviat els nous canons de 50 mm es van tornar a quedar obsolets. Amb l'arribada als camps de batalla de tancs pesants com el Panzer VI Tiger o el Ióssif Stalin-2 els projectils de 50 mm no eren efectius. Altre cop es van haver d'augmentar els calibres i la potència dels canons arribant fins als 75 o fins i tot 88 mm l'any 1943.

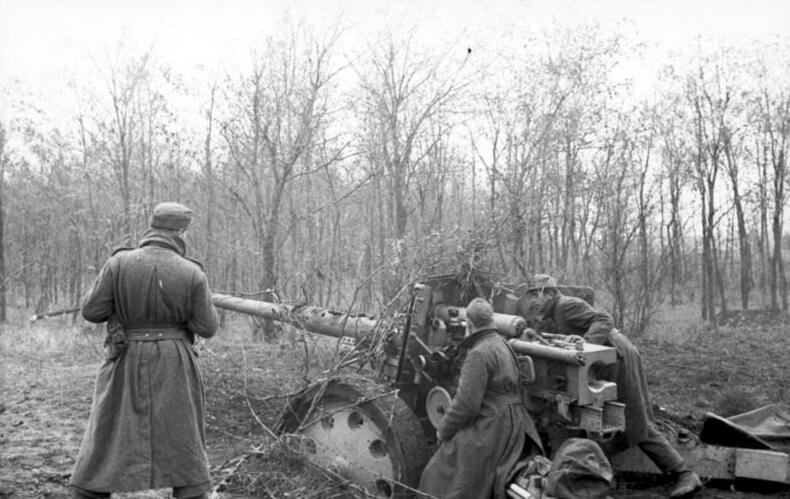
Un Pak 43 de 8,8 cm de tercera generació defensant una posició a Ucraïna al desembre de 1943

Aquesta tercera generació de canons ja era tan pesant que s'havien de moure sempre amb vehicles, a diferència de la primera i la segona generació que es podien moure petites distàncies amb la força d'uns quants soldats. Armes com el Pak 43 de 8,8 cm eren difícils de posicionar i a camp a través eren canons pràcticament impossibles de transportar. Se'n va allargar el funcionament fins al final de la guerra. Els canons més petits es van aprofitar contra els tancs més antics i com a suport a la infanteria, fent servir municions explosives.
Al Teatre d'Operacions del Pacífic el desenvolupament va ser molt diferent. Els tancs nipons pràcticament no van evolucionar en tota la guerra i, a més a més, rarament es feien servir. Per això, els EUA van poder fer servir els petits canons antitancs de la primera generació durant tota la guerra. A més a més, també es feien servir aquests canons com petites peces d'artilleria amb munició explosiva per destruir posicions defensives enemigues o búnquers. Els japonesos haurien necessitat canons més pesants per combatre els tancs estatunidencs, però la seva indústria no va ser capaç de suplir aquesta mancança i van quedar restringits a l'armament de l'inici de la guerra.
Acabada la guerra es va fer evident que aquests canons no eren viables. El seu pes s'havia disparat i això els feia difícils de transportar. Eren armes estàtiques i els seus operadors havien d'estar molt ben entrenats però estaven exposats i eren blancs fàcils. A tot aquest seguit de defectes s'hi va sumar el fet que havien aparegut armes antitancs noves molt més efectives. L'aparició dels canons sense retrocés, els míssils antitancs o els llançacoets va significar que ja no es desenvoluparien més canons antitanc.
Tot i que es van deixar de desenvolupar, encara es van fer servir els models existents a conflictes bèl·lics posteriors. Per exemple, a la Guerra de Corea es van fer servir canons antitancs en un rol de suport, com una peça d'artilleria més.